# Інженер-генерал-лейтенант
Інженер-генерал-лейтенант (лат. ingenium — «здібність», «винахідливість»; і лат. generalis — загальний, спільний; і фр. lieu tenant — заступник, від lieu — місце і tenant — «посідає») — військове звання вищого (генеральського) офіцерського інженерного складу у деяких країнах, зокрема у Російській імперії (1809—1917) та СРСР (1943—1971).

## Російська імперія
Інженер-генерал-лейтенант — військовий чин в Російської імперській армії (військовослужбовець, який відповідає за організацію інженерного забезпечення діяльності армійських формувань), а також в Корпусі інженерів шляхів сполучення (1809—1868), Корпусі гірничих інженерів (1834—1866) і Корпусі лісничих (1839—1867).

### Історія використання в Російській імперії
Основою чину в Російській імператорській армії з'явилася посада інженер-генерал-поручника, введена генерал-фельдцейхмейстером П. І. Шуваловим в 1756 році. Чин інженер-генерал-лейтенанта був введений в 1796 році Павлом I, в цей чин перейменовувалися інженер-генерал-поручники.
Згідно з затвердженим 2 (14) серпня 1867 року Проектом тимчасових правил про перетворення з військового в цивільний устрій корпусів Шляхів сполучень, Лісового та Межового, а також Телеграфного відомства, надання чину інженер-генерал-лейтенанта припинилося в Корпусі лісничих в 1867 році, в Корпусі інженерів шляхів сполучення — 1868 році, у зв'язку з переходом цих відомств на цивільну форму організації. У Корпусі гірничих інженерів надання цього чину припинилося в 1866 році. Інженер-генерал-лейтенанти цих відомств після переходу на цивільну форму організації могли, згідно з їхнім бажанням, або перейменуватися в чин таємного радника, або зберегти колишній військовий чин.
Чин припинив існування з 17(30).12.1917 року внаслідок прийняття Раднаркомом РСФРР «Декрету про зрівняння всіх військовослужбовців в правах».

### Знаки розрізнення
В 1807 році еполети, як елемент однострою, були введені для офіцерського складу замість погонів.
При заснуванні Корпусу шляхів сполучень його чини отримали знаки розрізнення на срібні еполети (у армійських офіцерів на той час знаки розрізнення чинів на еполетах були відсутні). Чини різнилися кількістю кованих п'ятипроменевих золотих зірочок, а класи можна було відрізнити за типом бахроми на еполетах. У обер-офіцерів бахрома була відсутня, штаб-офіцери мали еполети з бахромою, генерали мали еполети з густою бахромою. Інженер-генерал-лейтенант мав на еполетах по дві зірочки.
У 1827 році знаки розрізнення з'являються на еполетах армійських чинів. З'являється система знаків розрізнення, яка буде існувати до 1917 року. Чини корпусу шляхів сполучень стали використовувати знаки розрізнення за зразком армійських. Інженер-генерал-лейтенант став мати на еполетах по три зірочки розташованих трикутником.
В 1854 році на одностроях офіцерів та генералів з’являються галунні погони. Класи військовиків різнилися за видом погонів, обер-офіцери мали по одному поздовжньому просвіту на погонах, штаб-офіцери по два, а погони генералів (та адміралів) не маючи просвітів, мали галун з малюнком зигзагу. Система розпізнавання чинів залишилася такою же як і на еполетах.

## СРСР
Інженер-генерал-лейтенант — військове звання генеральського і адміральського складу інженерно-берегової служби ВМС СРСР в 1943–1971. Еквівалентом звання серед командного складу в сухопутних силах було звання генерал-лейтенант, а ВМС — віцеадмірал; серед інженерно-технічного корабельного складу ВМС — інженер-віцеадмірал, а серед інженерно-технічного складу сухопутних сил генерал-лейтенант інженерно-технічної служби.
Інженер-генерал-лейтенант був вище за рангом ніж інженер-генерал-майор та нижче ніж інженер-генерал-полковник.

### Передумови появи
Введені в 1935 році персональні військові звання різнилися у різних службах. В 1940 році підчас введення генеральських та адміральських звань для командного складу, відбулася часткова уніфікація. Для корабельного складу інженерно-технічної служби РСЧФ вводяться звання наближені до звань командного складу флоту, але з додаванням слова «-інженер» попереду. Наступний етап уніфікації військових звань різних складів відбувається у РСЧА та РСЧФ в 1942—1943 роках.

### Введення (1943)
У 1942/43 роках відбувається уніфікація військових звань різних складів та служб РСЧА та РСЧФ. Вищий начальницький склад почав отримувати генеральські звання, а середній та молодший начальницькі складі почали отримувати військові звання за зразком з командним складом.
В інженерно-береговій службі Військово-морських сил в 1943 році були введені генеральські звання, за зразком зі званнями берегової служби, але з додаванням слова «інженер-» на початку звання.

### Скасування (1971)
Указом Президії Верховної Ради СРСР від 18.11.1971 року № 2319-VIII «Про військові звання офіцерського складу Збройних Сил СРСР» відбувається чергова уніфікація військових звань.
Серед іншого, змінам піддалися звання старших та молодших офіцерів інженерно-корабельного та інженерно-берегового складу. Звання, які починалися зі слова «інженер-», замінювалися на нові аналогічні корабельному складу, з додаванням «-інженер» наприкінці звання. Внаслідок цього інженер-генерал-лейтенанти стають генерал-лейтенантами-інженерами.
Такі ж процеси відбувалися в сухопутних силах та авіації, де скасовуються додавання до звання «інженерно-технічної служби», замість нього додавалася приставка до звання «-інженер». Відповідно до постанови Ради Міністрів СРСР від 18 листопада 1971 року № 846 «Про затвердження Положення про проходження військової служби офіцерським складом Збройних Сил СРСР» генерал-лейтенанти інженерно-технічної служби та інженер-генерал-лейтенанти стали вважатися у військовому званні генерал-лейтенант-інженер).

### Знаки розрізнення (1943—1971)
Згідно з указами Президії Верховної Ради від 6 січня 1943 року «О введенні нових знаків розрізнення для особового складу Червоної Армії» та від 15 лютого 1943 року «О введенні нових знаків розрізнення для особового складу ВМФ»,
вводяться нові однострої, та нові знаки розрізнення. Замість петлиць вводяться погони, на яких стали розміщуватися знаки розрізнення. Знаки розрізнення майже збігалися з імперськими.
Погони інженерно-берегової служби були шестикутні, вкриті срібним галуном (у корабельного складу та у береговій службі золоті) з чорною облямівкою та з сріблястими ґудзиками. На погонах розміщувалися золотисті п'ятипроменеві зірочки (у корабельного складу та у береговій службі сріблясті) відповідно званню, та золотиста «технічна емблема».
Погони інженер-генерал-лейтенанта мали притаманний генералам візерунок у вигляді «зигзаг». На кожному погоні розташовувалося по дві металеві зірочки.

## Цікаві факти
На початку 1943 року в СРСР за знаки розрізнення були введені погони, знаки розрізнення яких здебільшого були оновленою версією попередніх імперських (використовувалися в Імперії до 1917 року, а в Добровольчих арміях до 1922 року, а в емігрантському середовищі до середини ХХ століття). Знаки розрізнення радянського інженер-генерал- лейтенанта співпадали зі знаками розрізнення інженер-генерал-лейтенанта Корпусу шляхів сполучень зразку 1809 року. Ця відповідність була порушена у 1827 році, при введенні знаків розрізнення в усіх родах військ Збройних сил та Флоту уніфікованих з цивільними чинами. Знаки розрізнення генеральських чинів починалися з двох зірочок, так як одна зірочка відповідала цивільному чину  V класу статський радник, відповідність якому серед військових чинів (бригадир до 1796, капітан-командор до 1827) було відсутнє. Тому знаки розрізнення радянського інженер-генерал-лейтенанта мали збіг зі знаками розрізнення імперського інженер-генерал-майора зразку 1827 року (зірочки мали інше розташування).